# Зуев, Владимир Александрович
Владимир Александрович Зу́ев (14 февраля 1918, Екатеринослав, Украинская народная республика Советов — 7 июня 1986, Днепропетровск) — советский архитектор, Заслуженный архитектор УССР (1980).

## Биография
Родился 14 февраля 1918 года в Екатеринославе.
В 1940 году окончил Днепропетровский инженерно-строительный институт.
В 1946—1953 годах работал в архитектурно-проектировочной конторе «Днепропроект», в 1953—1960 годах — главный архитектор проектов и руководитель мастерской.
В 1960—1974 годах — руководитель отдела, потом — начальник архитектурно-конструкторского отдела «Днепрогражданпроекта».
Умер 7 июня 1986 года в Днепропетровске.

## Проекты
- Криворожский городской театр;
- гостиница «Днепропетровск» (1969);
- днепропетровская набережная (1974);
- главный корпус университета (1975);
- комплекс музея имени Д. И. Яворницкого;
- диорама «Битва за Днепр» (1978);
- Дом Советов на проспекте Карла Маркса (1979);
- отель «Парус» (1985);
- все проекты в Днепропетровске, в соавторстве.

## Награды
- Государственная премия УССР имени Т. Г. Шевченко (1979) — за комплекс Днепропетровского исторического музея имени Д. И. Яворницкого;
- Заслуженный архитектор УССР (1980).